# سام هوجر
سامويل إيرل هوجر (/ˈhoʊɡər/؛ مواليد 28 يونيو 1980) هو مُقاتل فنون قتالية مختلطة أمريكي.

## وصلات خارجية
لا توجد روابط لمواقع التواصل الاجتماعي.

- سام هوجر على موقع يو إف سي (الإنجليزية)
- سام هوجر على موقع شيردوغ (الإنجليزية)
- سام هوجر على موقع IMDb (الإنجليزية)
- سام هوجر على موقع قاعدة بيانات الفيلم (الإنجليزية)